# Lord Lister

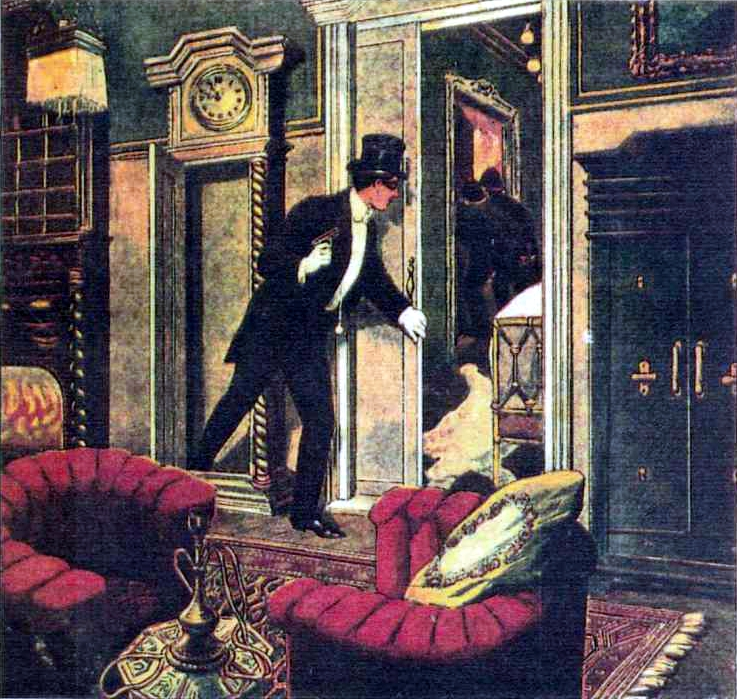
Lord Lister w akcji, ok. 1908.

Lord (Eward) Lister (znany również jako John C. Raffles) – postać fikcyjnego londyńskiego złodzieja-dżentelmena, kradnącego oszustom, łotrom i aferzystom ich nieuczciwie zdobyte majątki, a także detektywa-amatora broniącego uciśnionych, krzywdzonych, niewinnych, biednych i wydziedziczonym przez los, która po raz pierwszy pojawiła się w niemieckim czasopiśmie popularnym (typu pulp magazine) zatytułowanym „Lord Lister, genannt Raffles, der Meisterdieb” i opublikowanym w 1908, autorstwa Kurta Matulla i Theo Blakensee (pseudonim pisarski Matthiasa Blanka).
Po wydaniu kilku początkowych numerów serię kontynuowano, pt. „Lord Lister, genannt Raffles, der große Unbekannte” (pol. „Lord Lister, znany jako Raffles, Wielki Nieznajomy”), który był tytułem pierwszej powieści. 
Seria stała się bardzo popularna nie tylko w Niemczech (ukazało się tam 110 cotygodniowych wydań, a ostatnie wydanie cyklu zakończyło się małżeństwem Lorda Listera w 1910); została przetłumaczona na wiele języków, a także kontynuowana przez innych autorów; i wydawana w wielu krajach na całym świecie (m.in. w Danii, Francji, Belgii, Holandii, Hiszpanii, Włoszech, Polsce, Rosji, Turcji, Argentynie, Brazylii, Malezji i Indonezji).

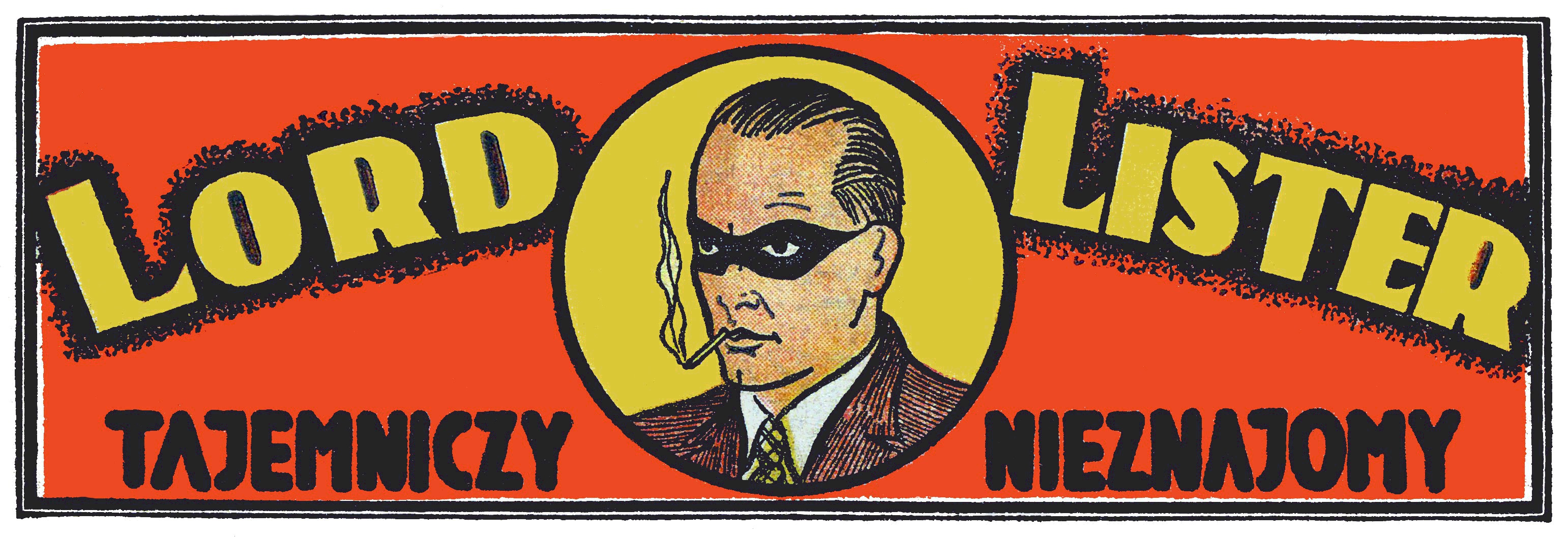
Rysunek na winiecie polskich wydań powieści z cyklu Lord Lister, 1937-1939.

We Włoszech seria osiągnęła taką popularność, że Raffles był używany we włoskiej serii jako przeciwnik Nicka Cartera - jako europejski odpowiednik Cartera, w kontekście, w którym był określany jako największy bohater magazynów popularnych w Europie. W przeciwieństwie do Nicka Cartera, seria z Lordem Listerem nigdy nie była gruntownie aktualizowana. Ostatnia seria holenderska przetrwała do roku 1968. Pierwsze angielskojęzyczne tłumaczenie Tajemniczego  Nieznajomego pojawiło się dopiero w lutym 2015.
W Polsce od początku listopada 1937 do końca września 1939 wydawano serię 16-stronicowych zeszytów pt. Tygodnik Przygód Sensacyjnych. Lord Lister. Tajemniczy Nieznajomy. Każdy numer zawierał jedno opowiadanie (a raczej mini-powieść) cyklu, które stanowiło oddzielną całość. Wydawanie serii, po wydaniu ponad dziewięćdziesięciu kilku numerów, przerwała dopiero druga wojna światowa.